# 緋原俊介
緋原 俊介（ひばる しゅんすけ）は、日本の漫画家。2023年より『月刊ドラゴンエイジ』（KADOKAWA）にて、『恋はあはれに！〜女流作家たちによる恋愛代理戦争〜』を連載。

## 来歴
2012年12月、『ガンガンONLINE』（スクウェア・エニックス）にてノベルゲーム『NOeSIS 嘘を吐いた記憶の物語』のコミカライズの連載が開始され、緋原が構成を担当。
2023年8月、『月刊ドラゴンエイジ』（KADOKAWA）9月号より、大学生のもとにタイムスリップした紫式部とのラブコメディを描いた『恋はあはれに！〜女流作家たちによる恋愛代理戦争〜』の連載を開始。

## 作品リスト

### 連載
- ストリングス・ドールズ（『ガンガンONLINE』2011年7月14日 - 2012年7月12日、スクウェア・エニックス、既刊1巻）
- NOeSIS 嘘を吐いた記憶の物語（原作：クラシック ショコラ、作画：芹之由奈、『ガンガンONLINE』2012年12月20日[2] - 2015年1月1日、スクウェア・エニックス、全4巻） - 構成担当[2]
- 好き×透き（『ガンガンONLINE』2016年5月26日[3] - 2017年6月8日、スクウェア・エニックス、全2巻）
- うさみさんは構われたい!（『ドラドラしゃーぷ＃』[4]2018年3月9日 - 2020年5月22日[5]、KADOKAWA、全4巻）
- それともタイムリープにする?（『ドラドラしゃーぷ＃』[6]2020年12月11日 - 2021年11月5日[7]、KADOKAWA、全2巻）
- 恋はあはれに！〜女流作家たちによる恋愛代理戦争〜（『月刊ドラゴンエイジ』2023年9月号[1] - 2024年8月号[8]、KADOKAWA、全2巻）

### 読み切り
- リライブ（『ガンガンONLINE』、スクウェア・エニックス）[要出典]
- ミツコク（『ガンガンONLINE』、スクウェア・エニックス）[要出典]
- ハイド・アンド・シーク（原作：朝虹照、『コミックアンソロジー極 ホラー サスペンス ミステリー』収録[9]）
- 恋はあはれに！（『月刊ドラゴンエイジ』2023年2月号[10]、KADOKAWA）
- 異世界おっさん探偵は馴染めない（『異世界で最強のおっさんが無双するアンソロジー』、2025年[11]）